# Archamiini
Die Archamiini sind eine im Jahr 2014 eingeführte Tribus der Kardinalbarsche (Apogonidae), die küstennah im Roten Meer und im tropischen Indopazifik von der Küste Ostafrikas bis Japan im Norden und östlich bis Samoa vorkommt.

## Merkmale
Archamiini-Arten werden 4 (Taeniamia bilineata) bis 11 cm (Taeniamia biguttata) lang. Der Körper der Fische ist rötlich oder durchscheinend und manchmal mit dunklen, gelblichen oder rötlichen Bändern gemustert. Der Kopf ist oft grüngelblich und mit zwei mehr oder weniger deutlich sichtbaren schmalen, gelben oder dunklen Streifen gemustert. Auf dem Schwanzstiel findet sich ein kleiner oder großer dunkler Fleck. Körper und Kopf sind mit Kammschuppen bedeckt. Die Beschuppung findet sich auch auf den Wangen, auf dem Kiemendeckel, auf der Brust, vor der ersten Rückenflosse und auf der Basis der Schwanzflosse. An der Basis der Bauchflossen befinden sich zwei Schuppen. Der Knochengrat auf dem Präoperculum ist glatt, die Ränder des Präoperculums sind gesägt. Ein Basisphenoid ist vorhanden. Auf der Prämaxillare, im Unterkiefer und im Gaumen befinden sich bürstenförmige Zähne. Auf dem Palatinum können die Zähne auch fehlen. Im Schwanzflossenskelett finden sich fünf freie Hypuralia. Die Schwanzflosse ist gegabelt. Magen und Darm sind schwärzlich, das Peritoneum ist silbrig.
- Flossenformel: Dorsale 1 VI-VI, Dorsale 2 I/9; Anale II/12–19, Pectorale 11–16
- Schuppenformel: SL 24–25
- Kiemenrechen: 15–23
- Wirbel 10+14

Der erste segmentierte Flossenstrahl von Rücken- und Afterflosse ist unverzweigt. Von den Flossenstrahlen der Schwanzflosse sind die 15 mittleren segmentiert und verzweigt, der obere und der untere sind unverzweigt. Jede Seitenlinienschuppe hat eine Pore oberhalb der Mittellinie und eine unterhalb. Magen, Darm und Peritoneum sind hell.

## Gattungen und Arten

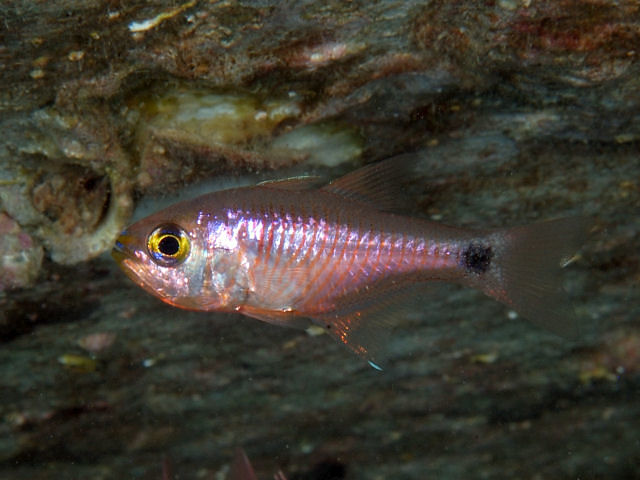
Taeniamia fucata

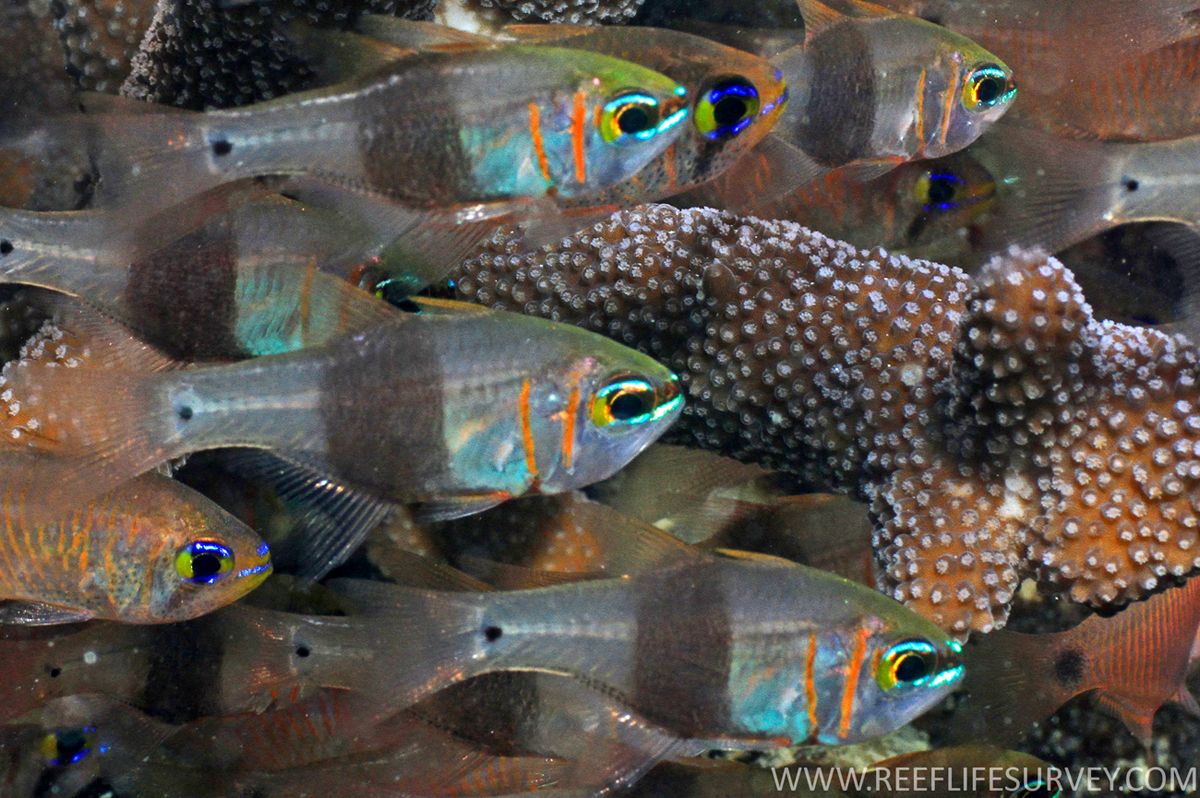
Taeniamia zosterophora

Zur Tribus Archamiini gehören zwei Gattungen mit insgesamt 14 Arten:
- Gattung Archamia Gill, 1863.[4]
  - Archamia bleekeri (Günther, 1859)
- Gattung Taeniamia Fraser, 2013[5][6]
  - Taeniamia ataenia (Randall & Satapoomin, 1999)
  - Taeniamia biguttata (Lachner, 1951)
  - Taeniamia bilineata (Gon & Randall, 1995)
  - Taeniamia bleekeri (Günther, 1859)
  - Taeniamia buruensis (Bleeker, 1856)
  - Taeniamia flavofasciata (Gon & Randall, 2003)
  - Taeniamia fucata (Cantor, 1849)
  - Taeniamia leai (Waite, 1916)
  - Taeniamia lineolata (Cuvier, 1828)
  - Taeniamia macroptera (Cuvier, 1828)
  - Taeniamia mozambiquensis (Smith, 1961)
  - Taeniamia pallida (Gon & Randall, 1995)
  - Taeniamia zosterophora (Bleeker, 1856)

## Belege
1. 1 2 3  Mabuchi, K., Fraser, T.H., Song, H., Azuma, Y. & Nishida, M. (2014): Revision of the systematics of the cardinalfishes (Percomorpha: Apogonidae) based on molecular analyses and comparative reevaluation of morphological characters. Zootaxa, 3846 (2): 151–203. doi: 10.11646/zootaxa.3846.2.1. Seite 179–180.
2. ↑  Taeniamia bilineata auf Fishbase.org (englisch)
3. ↑  Taeniamia biguttata auf Fishbase.org (englisch)
4. ↑  Archamia auf Fishbase.org (englisch)
5. ↑  Fraser, T. H.  2013: A new genus of cardinalfish (Apogonidae: Percomorpha), redescription of Archamia and resemblances and relationships with Kurtus (Kurtidae: Percomorpha). Zootaxa 3714 (no. 1): 1-63. DOI: 10.11646/zootaxa.3714.1.1
6. ↑  Taeniamia auf Fishbase.org (englisch)